# Democracy 3
Democracy 3 ist ein Simulationsspiel entwickelt und veröffentlicht von Positech Games. Es erschien am 14. Oktober 2013 für Windows, macOS und Linux. Im Jahr 2015 erschien eine Portierung für iOS.

## Gameplay
In Democracy 3 leitet der Spieler die Politische Führung eines Landes. Dabei stehen ihm verschiedene Staatsformen zur Verfügung. Der Spieler schafft mit Gesetzen und Dekreten neue Möglichkeiten der Steuereinnahmen oder Unterstützung der Bevölkerung und muss sich in Demokratischen Systemen der Wiederwahl stellen oder in Diktaturen die Bevölkerung unterdrückt halten.

## Zusatzinhalte
Für das Spiel erschienen vier DLCs: Der Zusatzinhalt Democracy 3: Clones and Drones beschäftigt sich mit Klonen sowie Drohnen und den passenden politischen Entscheidungen; Democracy 3: Social Engineering beschäftigt sich mit sozialen Netzwerken sowie Social Engineering; Democracy 3: Extremism beschäftigt sich unter anderem mit Rechtsextremismus und Extremismus; Democracy 3: Electioneering beschäftigt sich mit politischen Reden und Bestechung.

## Rezeption
“Positech has made, I believe, one of the fullest real-world governance simulation games ever conceived. It’s engaging, it’s self-aware, and, at times, it’s funnier than anyone might have expected.”

„Meines Erachtens hat Positech eines der umfassendsten Simulationsspiele für das Regieren in der echten Welt gemacht, das je konzipiert worden ist. Es nimmt einen gefangen, es ist selbstkritisch und manchmal ist es viel lustiger, als man es sich erwartet hätte.“

### Auszeichnungen
- BAFTA Games Awards, Nominated Strategy And Simulation in 2014[10]

## Democracy 3 Africa
Democracy 3 Africa ist ein Simulationsspiel entwickelt und veröffentlicht von Positech Games. Es erschien am 12. April 2016 für Windows, macOS und Linux. Es ist eine eigenständige Erweiterung zum Hauptspiel Democracy 3 und dreht sich um Politik in Afrika. Als spielbare Länder stehen Botswana, Ägypten, Ghana, Kenia, Mauritius, Nigeria, Senegal, Tunesien, Sambia und Südafrika zur Verfügung.